# Тарный проезд (Москва)
Та́рный проезд — проезд на юге Москвы в районе Царицыно, от оврага перед рекой Чертановкой вблизи железной дороги Павелецкого направления МЖД до Промышленной улицы. Нумерация домов начинается от железнодорожного полотна, все дома имеют индекс 115516.

## История
Проезд получил своё название 5 апреля 1965 года по тарному заводу, находившемуся в этой местности.

## Здания и сооружения

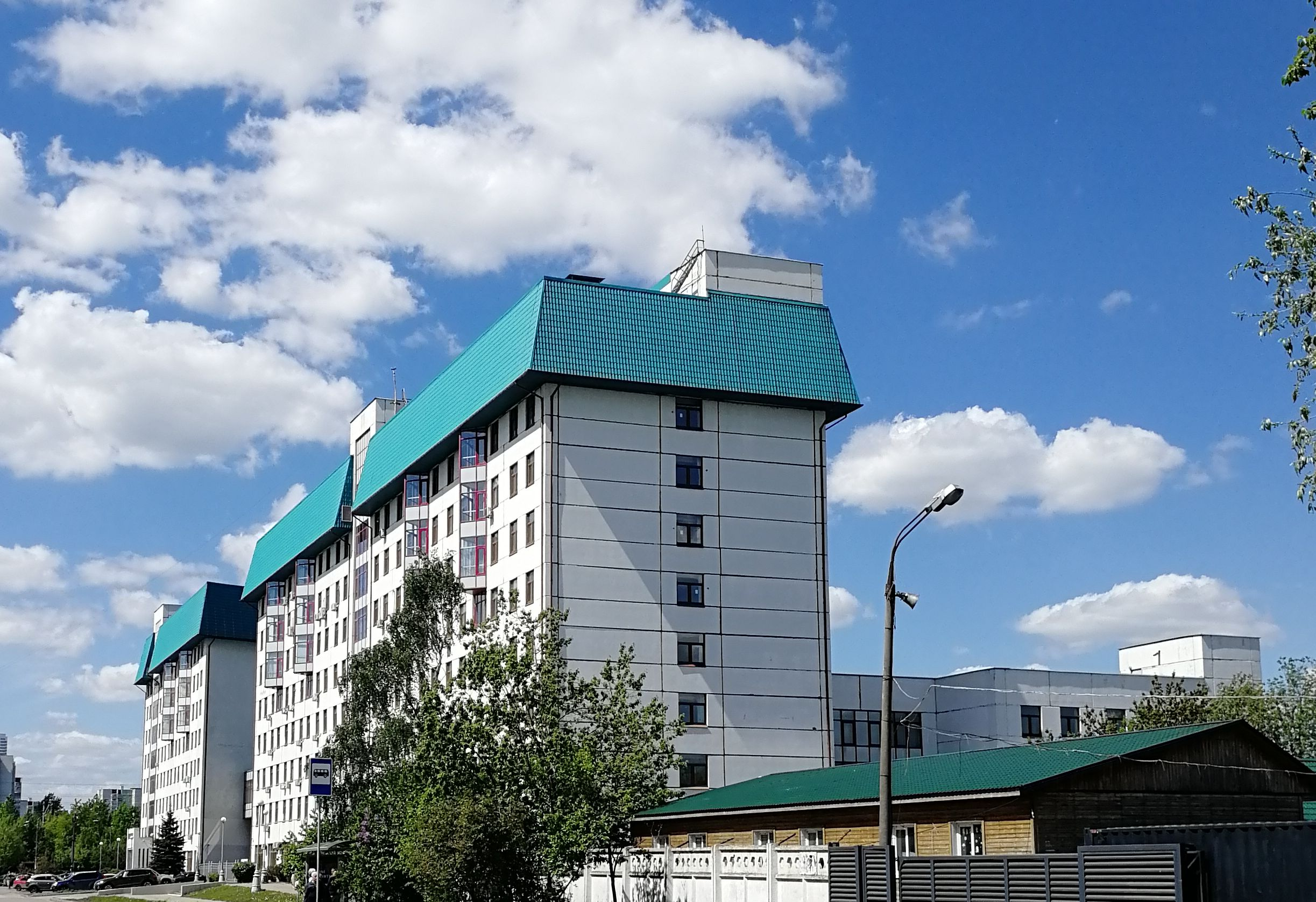
Бюро судебно-медицинской экспертизы Департамента здравоохранения города Москвы

- д. 3 — Бюро судебно-медицинской экспертизы Департамента здравоохранения города Москвы[3]. Сюда доставляли тела погибших в авиакатастрофе под Смоленском 10 апреля 2010 года[4].

## Транспорт
По Тарному проезду проходит автобус c839, следующий до бюро судебно-медицинской экспертизы от станции метро «Кантемировская».